# Abisara cameroonensis
Abisara cameroonensis is een vlindersoort uit de familie van de prachtvlinders (Riodinidae), onderfamilie Nemeobiinae.
Abisara cameroonensis werd in 2003 beschreven door Callaghan.